# アントワーヌ・クレスパン

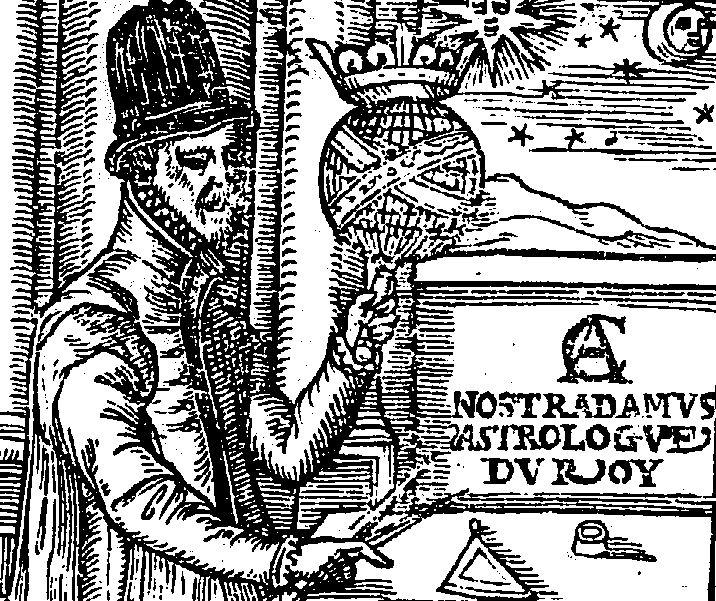
アントワーヌ・クレスパン・ノストラダムス

アントワーヌ・クレスパン（Antoine Crespin、生没年不明）はフランスの医師・占星術師ノストラダムスに便乗して「ノストラダムス」を名乗った占星術師の一人である。この人物は複数の名前を名乗っていた。最初、アントワーヌ・クレスパン、通称ノストラダムス（Antoine Crespin dict Nostradamus）と一度だけ名乗り（1570年頃）、次いでアントワーヌ・クレスパン・ノストラダムス（Antoine Crespin Nostradamus）（1571年～）の名で最も多くの著作を出し、そのあとクレスパン・アルキダムス（Chrespin Archidamus）（1573年～）、アントワーヌ・クレスパン・アルキダムス（Anthoine Crespin Archidamus）（1585年頃～）などとも名乗った。
この人物の初登場は、『1571年向けの予兆付き占筮 Pronostication avec ses presages pour l'an MDLXXI』（1570年頃）である。この後、彼は1580年までほぼ毎年著作を発表してゆく（再版も含め約20冊が確認されている）。その後1585年から1590年頃に3冊出し、1604年に現在確認されている最後の著作『太陽の世紀の総予測 Pronostication générale du ciecle[sic.] du Solaire』を出版した。著作の数は多かったが、たいていは薄いパンフレットの類である。また、中には本家ノストラダムスからの剽窃を少なからず含んでいるものもあった。
彼の著作にはたいてい麗々しい肩書きが書かれている。それらの肩書きを信じるならば、彼はマルセイユ出身の占星術師で数学（または占星術）の博士を名乗り、タンド伯、サヴォワ公妃、国王、王弟らの常任侍医や顧問を歴任したらしい。ただし、客観的な裏づけのとれる形での経歴は全く分かっていない。
クレスパンに対する一般的な評価は単なる模倣者・盗作者の域を出るものではない。ただし、ノストラダムスの『予言集』は生前に出されたとされるものも含めて全て1570年代以降に捏造されたものである、という仮説を唱えているパリ大学のジャック・アルブロンは、同時代の証言としてより積極的な評価がなされるべきだと主張している。

## インターネット上で見ることができる著作
ともにガリカデジタル図書館（フランス国立図書館）で公開されている。
- 『フランス王とサヴォワ公妃に仕える占星術師による予言集 Propheties par l'astrologue du Roy de France & de Madame la Duchesse de Savoye』（アントワーヌ・クレスパン・ノストラダムス名義、1572年）
レイアウトや内容が若干異なる版が大英図書館に所蔵されている。
- 『六年間の天文学的占筮 - 最初に1586年 Pronostication, astronomique pour six années...Premierement de l'an M.D.LXXXVI』（アントワーヌ・クレスパン・アルキダムス名義、1585年頃）
この版はタイトルページが失われており、正式名が伝わっていない。上記は冒頭の見出しであり、これを表題として代用することが一般的になされている。（→インキピット）1598年向けの占筮までが収められている。この文献の後半では、四行詩1篇を添えただけの散文体の予言が「サンチュリ」と銘打たれている。これは、ノストラダムスの『予言集』を模倣した名称であるが、本来のサンチュリの意味からすれば明らかに誤用である。しかし、以降17世紀末まで「サンチュリ」を単なる「予言」や「四行詩」の意味で誤用する占星術師は後を絶たない（アンベール・ド・ビリー、ノエル＝レオン・モルガール、マチュー・ランスベールなど）。クレスパンは現在確認される範囲内で最初にこの誤用をした人物である。